# Négyzet
A négyzet egyenlő oldalú téglalap, vagyis olyan sokszög, melynek négy egyenlő oldala és négy egyenlő szöge, mégpedig derékszöge van. Szabályos négyszögek vannak a gömbi és a hiperbolikus geometriákban is, de a négyzet megjelölést nem használják síkidomra az euklideszi geometrián kívül.
A négyzet átlói egyenlő hosszúságúak, derékszögben metszik egymást, és ha egy rombusz átlói egyenlő hosszúak, akkor az a rombusz négyzet. A négyzetre ráillik a négyszögek összes speciális tulajdonsága, így a négyzet téglalap, rombusz, deltoid, paralelogramma, húrtrapéz, trapéz, húrnégyszög és érintőnégyszög.
Az origó középpontú, 2 oldalhosszúságú négyzet csúcspontjainak koordinátái (±1, ±1) alakban írhatók fel, ugyanennek a négyzetnek a belső pontjait a ‒1 < x < 1 és ‒1 < y < 1 egyenlőtlenségek határozzák meg.
Az euklideszi sík a szabályos sokszögek közül csak a szabályos háromszöggel, a négyzettel és a szabályos hatszöggel parkettázható ki.
Térbeli megfelelője a kocka.
A köznyelvben a négyzetet is néha kockának nevezik, de a geometria szigorúan csak a 3 dimenziós testet nevezi kockának. A matematika más részterületein előfordul, hogy az egységes kezelés érdekében különböző dimenziós kockákról beszélnek.
| Az a oldalú és e átlójú négyzet néhány adata | Az a oldalú és e átlójú négyzet néhány adata                     | Az a oldalú és e átlójú négyzet néhány adata |
| -------------------------------------------- | ---------------------------------------------------------------- | -------------------------------------------- |
| Oldalhosszúság                               | {\displaystyle a={\frac {e}{\sqrt {2}}}}                         |                                              |
| Átló                                         | {\displaystyle e={\sqrt {2}}\cdot a}                             |                                              |
| Terület                                      | {\displaystyle T=a^{2}={\frac {e^{2}}{2}}}                       |                                              |
| Kerület                                      | {\displaystyle K=4a=2\cdot {\sqrt {2}}\cdot e}                   |                                              |
| Beírható kör sugara                          | {\displaystyle r={\frac {a}{2}}={\frac {{\sqrt {2}}\cdot e}{4}}} |                                              |
| Köré írható kör sugara                       | {\displaystyle r={\frac {{\sqrt {2}}\cdot a}{2}}={\frac {e}{2}}} |                                              |